# سکی‌هان

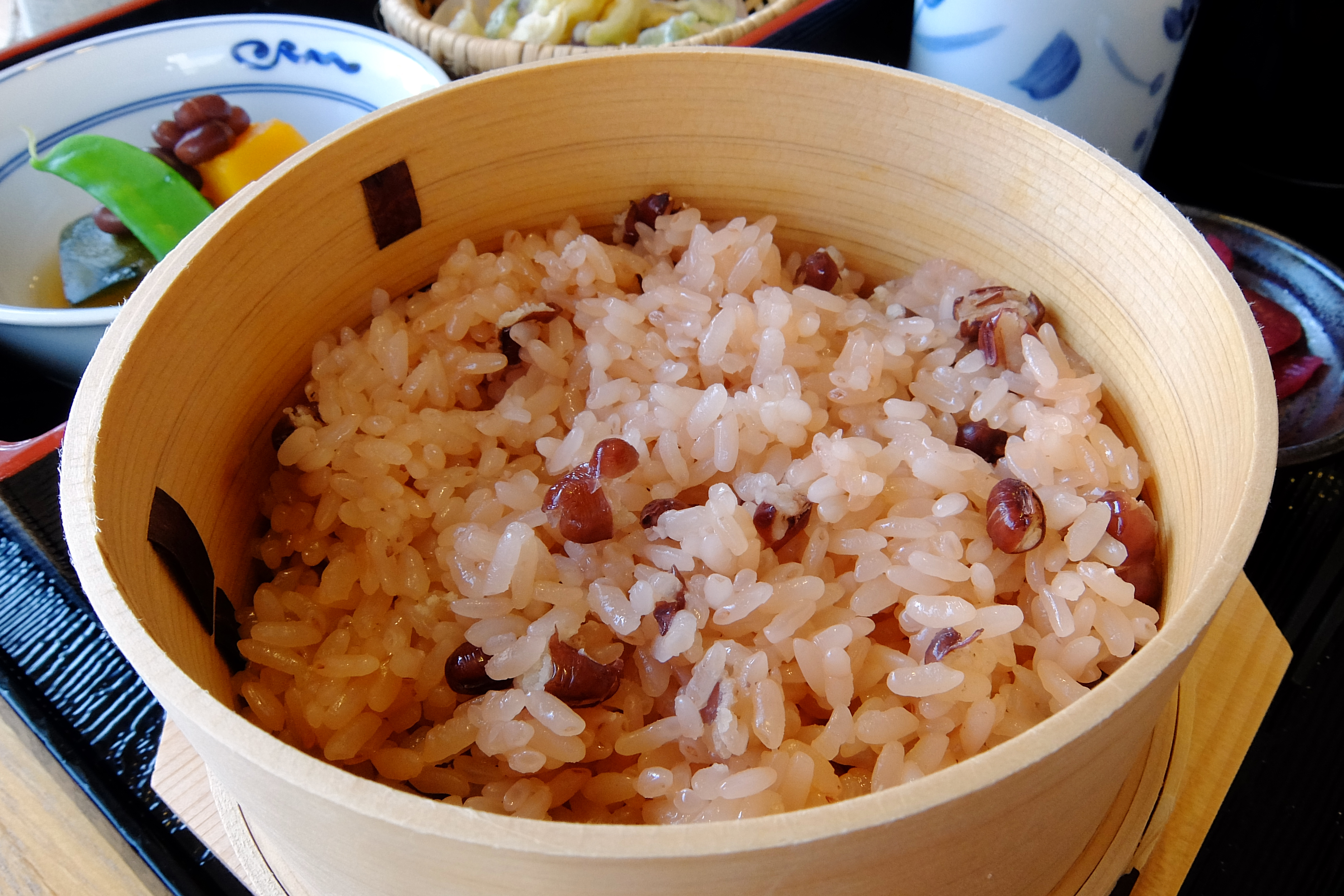
سکی‌هان

سکی‌هان (به ژاپنی: 赤飯 Sekihan) نوعی غذای برنجی است که از مخلوط کردن و پختن ۱۰ تا ۲۰ درصد آزوکی (یک نوع لوبیای قرمز کوچک) یا لوبیای چشم‌بلبلی و برنج گلوتینوس (یک نوع برنج چسبناک) تهیه می‌شود. نسبت به برنج سفید ۲۰ تا ۵۰ درصد کالری بیشتری دارد همچنین از نظر داشتن مس، پروتئین و روی بسیار غنی‌تر از برنج سفیداست. معمولاً سکی‌هان در جشن‌های سالیانه و به مناسبت جشن تولد تهیه می‌شود.